# Titularisation (éducation)
Pour les articles homonymes, voir Titularisation.
La titularisation désigne une garantie de protection de l'emploi accordée à certains chercheurs et enseignants-chercheurs. Elle peut prendre plusieurs formes selon les pays et les règles en vigueur dans les établissements universitaires ou d'enseignement.

## Principes généraux
En France, la titularisation est le terme d'une période d’essais d'un an pour un enseignant chercheur (maître de conférences, professeur des universités, chargé de recherche par exemple) ou pour un enseignant du secondaire. Cette titularisation débouche sur le statut de fonctionnaire qui est l'équivalent d'un contrat à durée indéterminée irrévocable sauf pour faute.
En Amérique du Nord, la titularisation prend deux formes. La titularisation (généralement après une période de cinq ans) d'un professeur assistant consiste en une transformation d'un contrat à durée limitée en contrat à durée indéterminée. C'est une première forme de sécurité de l'emploi qui ne garantit pas d'un licenciement pour faute ou réduction d'effectif mais qui de facto correspond souvent à un emploi largement garanti. À un second niveau, le statut de professeur avec tenure est une autre forme de titularisation qui arrive généralement en milieu ou fin de carrière et qui est équivalente à un contrat à durée indéterminée irrévocable sauf pour faute. Appliqué aux États-Unis et au Canada le système des tenures réservé aux professeurs et chercheurs considérés comme excellents est censé protéger l'autonomie de ceux-ci vis-à-vis de pressions extérieures (par exemple en provenance de la techno-structure administrative d'une université).
En Allemagne, il existe deux voies principales de titularisation dans l'enseignement et la recherche. Soit en passant une habilitation à enseigner qui permet de postuler directement aux postes de professeurs titulaires (grade W2 et W3). Soit en devenant Junior Professor (grade W1) après un doctorat. Le contrat est alors de six ans non renouvelable, très proche du système nord-américain. Durant ce contrat, le Junior Professor est invité à postuler aux postes de professeurs titulaires disponibles dans toute l'Allemagne. Ces postes de professeurs, peu nombreux, sont les seuls à offrir une titularisation de type tenure anglo-saxonne.

## Synthèse des différents systèmes
- Au Canada, dans les établissements francophones, les professeurs titulaires ont ce type de garantie intégrale de l'emploi.
- Au Canada et aux États-Unis, dans les établissements anglophones, les professeurs avec tenure disposent d'un statut avec garantie intégrale de l'emploi.
- En France, ce type de garantie n'a pas de nom particulier, le statut de fonctionnaire étant censé être la norme pour les emplois permanents de la recherche scientifique publique.